# Stenbrott
För sången, se Stenbrott (sång).

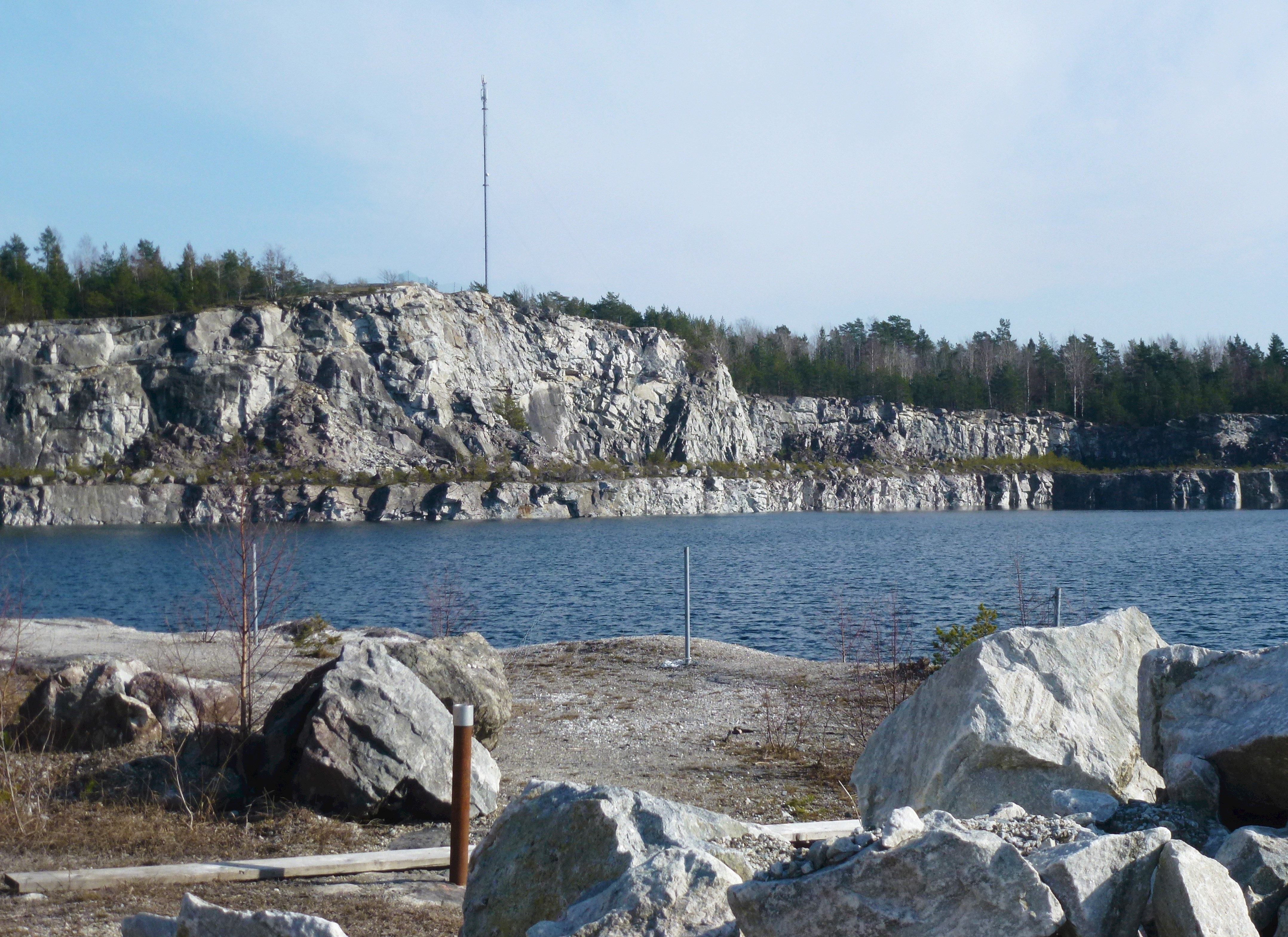
Kalkstenbrottet vid Stora Vika cementfabrik.

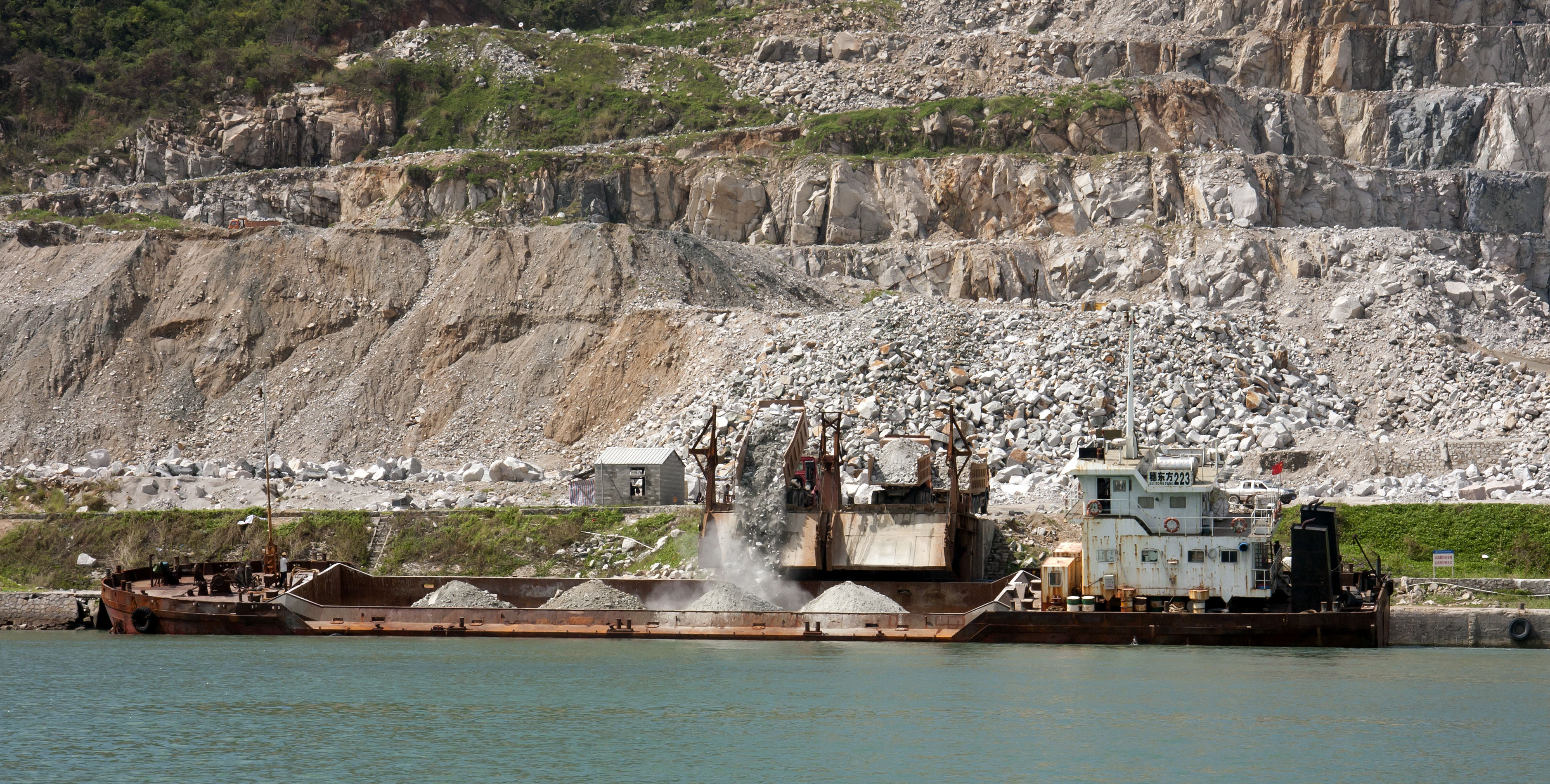
Lastning på fartyg vid ett stenbrott utanför Sanya i Kina.

Ett stenbrott är ett område där man tar ut sten i fast klyft, oftast för att vidarearbetas. Mestadels sker verksamheten i dagbrott.

## Stenbrott i Sverige i urval

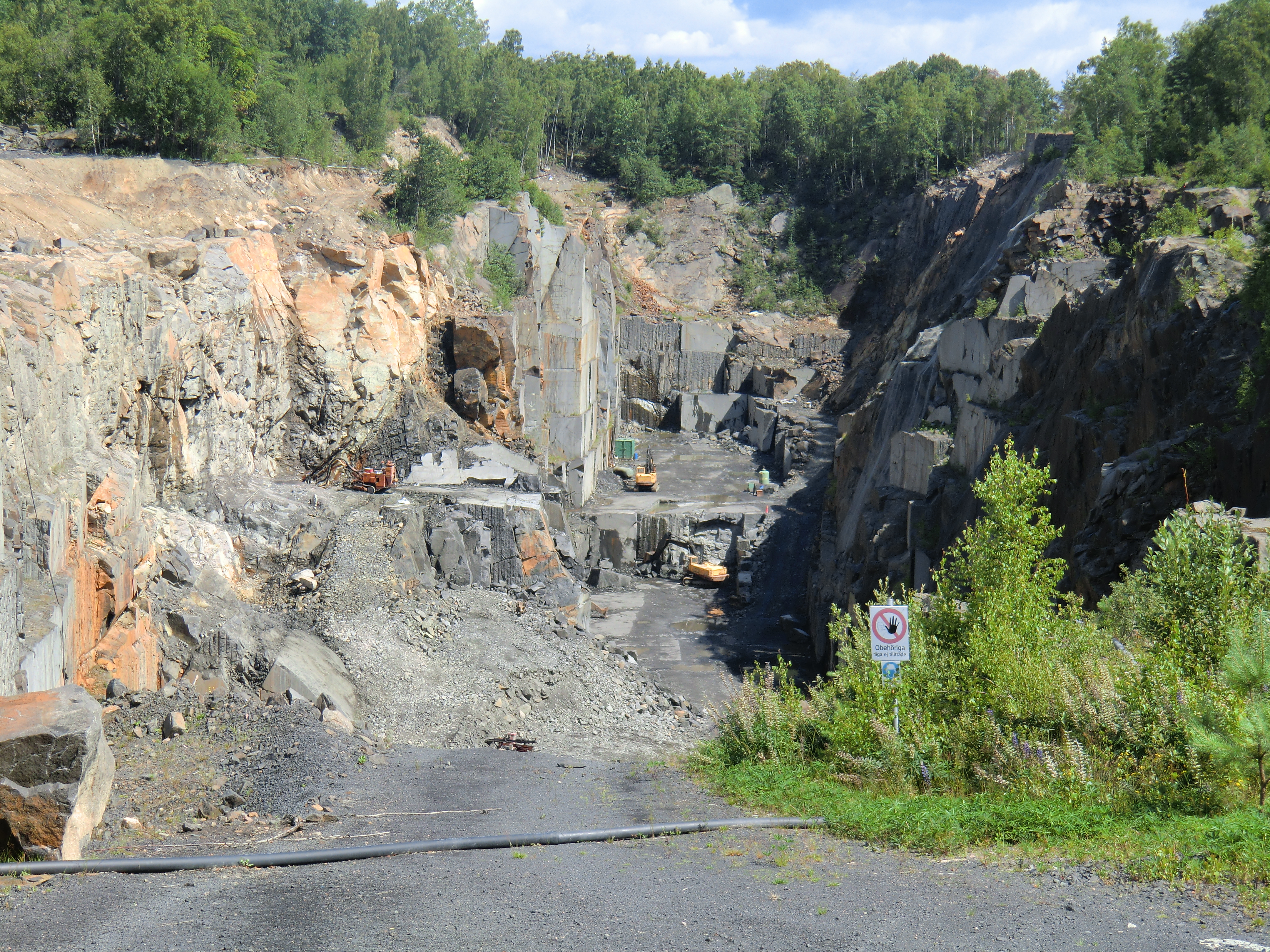
Brännhult stenbrott utanför Älmhult där brytning sker av diabas

- Höör, höörsandsten, varifrån merparten sten till domkyrkobygget i Lund togs. I Stenskogen har under många hundra år kvarnstenar brutits. Stenar, som sprack ligger fortfarande kvar i sina läge i marken.
- Limhamns kalkbrott, Malmö, [1]
- Draggängarna, Dalarna, numera konsertplatsen Dalhalla
- Biskopsgården, diabas, Emmabodagranit
- Borgholm, ölandskalksten[2]
- Girabäckens ravin, grännasandsten
- Hägghult, diabas[3]
- Gylsboda, diabas[3]
- Duvhult, diabas[3]
- Hardeberga, sandsten
- Lemunda sandstensbrott
- Övedskloster, nedlagd sandstensgruva
- Dalby, dagbrott för stenkross[4]
- Sandby, dagbrott för stenkross[5]
- Stenberget, dagbrott för stenkross[6]
- Stenhamra, Stockholmsgranit
- Vambåsa, dagbrott för stenkross[7]
- Önnestad, dagbrott för stenkross[8]
- Skövde, dagbrott för kalksten för cementtillverkning samt stenkross[9]
- Slite, dagbrott för kalksten för cementtillverkning[10]
- Degerhamn, dagbrott för kalksten för cementtillverkning[11]
- Oaxen, dagbrott för kalksten
- Vätöberg, vätögranit
- Klagshamns kalkbrott[12]
- Kalkbro, dagbrott för kalksten behövdes som slaggbildare i masugn vid Åkers styckebruk.
- Stora Vika cementfabriks kalkstensbrott i Nynäshamns kommun.

## Stenbrott i Finland i urval
- Pyterlahti stenbrott